# Betsy Clifford
Elizabeth „Betsy“ Clifford (* 15. Oktober 1953 in Ottawa) ist eine ehemalige kanadische Skirennläuferin.

## Biografie
Der Höhepunkt in ihrer Karriere war der Gewinn des Weltmeistertitels im Riesenslalom bei den Skiweltmeisterschaften 1970 in Gröden, womit sie mit 16 Jahren und 4 Monaten zur jüngsten Alpin-Weltmeisterin der Geschichte wurde (bislang war dies Esmé MacKinnon, 1931 die erste Weltmeisterin überhaupt, gewesen, die bei ihrem ersten Titelgewinn am 19. Februar 17 Jahre, 2 Monate und 17 Tage jung gewesen war). Außerdem gewann sie in St. Moritz bei den Skiweltmeisterschaften 1974 die Silbermedaille in der Abfahrt.
Im Skiweltcup konnte sie einmal im Riesenslalom und zweimal im Slalom triumphieren. In der Saison 1970/71 belegte sie im Slalom-Weltcup den ersten Platz, punktgleich mit Britt Lafforgue. Im Verlaufe ihrer Karriere wurde sie siebenmal kanadische Meisterin (Riesenslalom 1973 und 1975; Slalom 1973, 1974 und 1976; Kombination 1973 und 1975).

## Erfolge

### Olympische Spiele
- Grenoble 1968: 23. Abfahrt (zählte zugleich als WM)

### Weltmeisterschaften
- Gröden 1970: 1. Riesenslalom, 8. Slalom
- St. Moritz 1974: 2. Abfahrt

### Weltcupwertungen
Betsy Clifford gewann einmal die Disziplinenwertung im Slalom
| Saison  | Gesamt | Gesamt | Abfahrt | Abfahrt | Riesenslalom | Riesenslalom | Slalom | Slalom | Kombination | Kombination |
| Saison  | Platz  | Punkte | Platz   | Punkte  | Platz        | Punkte       | Platz  | Punkte | Platz       | Punkte      |
| ------- | ------ | ------ | ------- | ------- | ------------ | ------------ | ------ | ------ | ----------- | ----------- |
| 1968    | 42.    | 5      | –       | –       | 20.          | 2            | 29.    | 3      | –           | –           |
| 1968/69 | 21.    | 19     | 12.     | 9       | 23.          | 2            | 20.    | 8      | –           | –           |
| 1969/70 | 7.     | 101    | 15.     | 5       | 6.           | 41           | 4.     | 55     | –           | –           |
| 1970/71 | 10.    | 76     | –       | –       | 19.          | 6            | 1.     | 70     | –           | –           |
| 1971/72 | 18.    | 24     | 17.     | 7       | 13.          | 17           | –      | –      | –           | –           |
| 1973/74 | 18.    | 32     | 7.      | 25      | –            | –            | 20.    | 3      | –           | –           |
| 1974/75 | 15.    | 42     | 16.     | 6       | 12.          | 16           | 11.    | 15     | –           | –           |
| 1975/76 | 22.    | 30     | 20.     | 5       | 29.          | 1            | 17.    | 9      | 8.          | 15          |

### Weltcupsiege
Clifford errang insgesamt 10 Podestplätze, davon 3 Siege:
| Datum             | Ort         | Land       | Disziplin      |
| ----------------- | ----------- | ---------- | -------------- |
| 14. Februar 1970  | Gröden      | Italien    | Riesenslalom * |
| 16. Dezember 1970 | Val-d’Isère | Frankreich | Slalom         |
| 21. Januar 1971   | Schruns     | Österreich | Slalom         |

* Das WM-Rennen in Gröden zählt auch für den Weltcup.